# آدام جان
آدام جان (انگلیسی: Adam Jahn؛ زادهٔ ۵ ژانویهٔ ۱۹۹۱) بازیکن فوتبال اهل ایالات متحده آمریکا است.
از باشگاه‌هایی که در آن بازی کرده‌است می‌توان به باشگاه فوتبال آتلانتا یونایتد، باشگاه فوتبال فینیکس رایزینگ، کلمبوس کرو، و باشگاه فوتبال سن‌خوزه ارث‌کوئیکز اشاره کرد.
وی همچنین در تیم ملی فوتبال United States U18 بازی کرده‌است.